# Língua polesiana ocidental

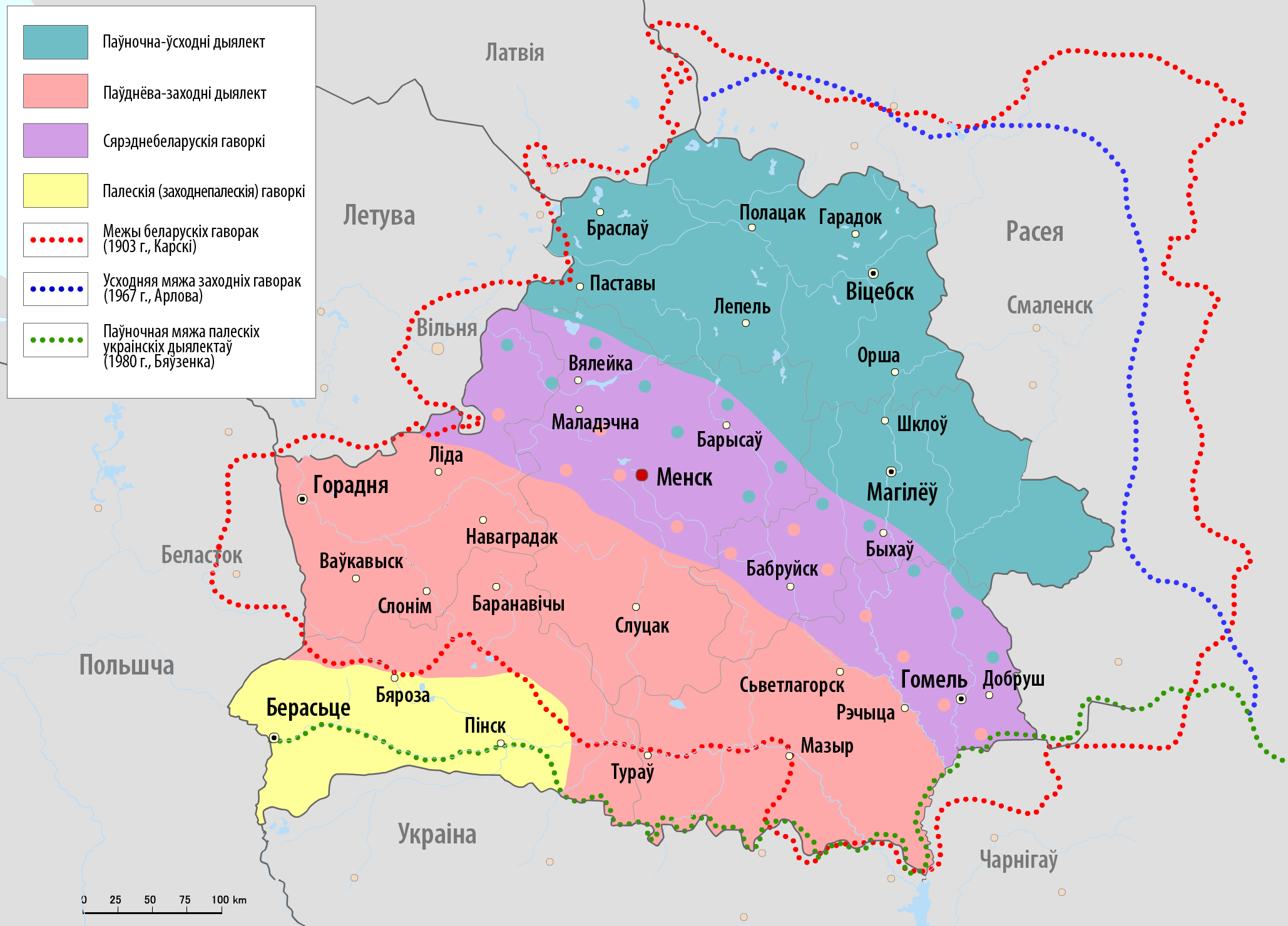
Polesiano Oeste (área amarela) dentre dialetos bielorrussos

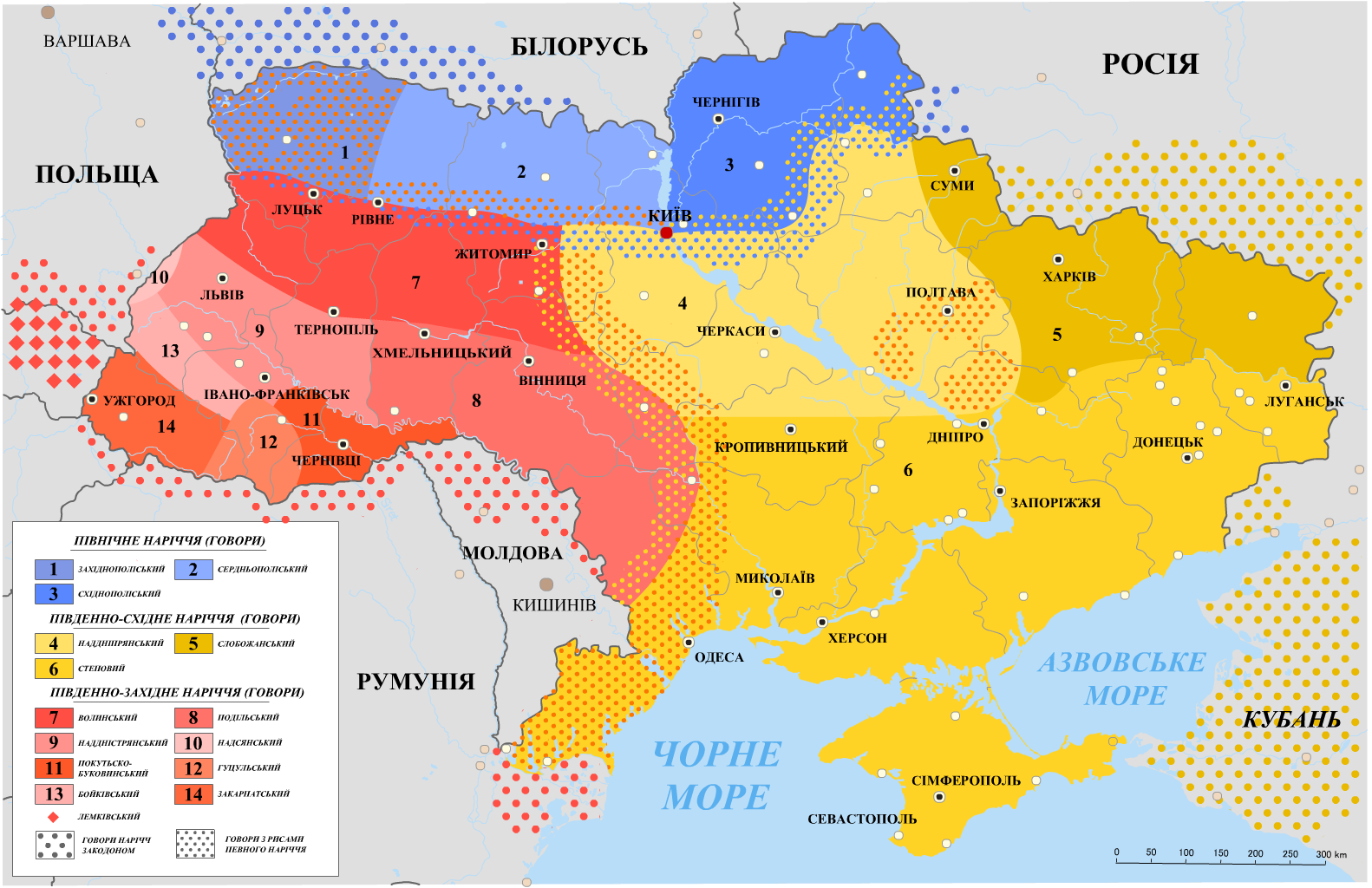
Polesiano Oeste (Nr 1, área azul) entre os dialetos da Ucrânia

A língua polesiana ocidental (em bielorrusso:  Заходнепалеская мікрамова, Zakhodniepalieskaya mikramova; em ucraniano:  Західнополіська мікромова, Zakhidnopolis'ka mikromova) ou dialeto falado no sudoeste da Bielorrússia  e em regiões fronteiriças da Polônia. É também considerada como uma “micro língua eslava”, formando um continuum dialetal entre a língua ucraniana e a língua bielorrussa. 
A língua Polesiana do oeste é usada somente  no cotidiano familiar, apesar de tentativas terem sido feitas nos anos 1990 para desenvolver uma linguagem escrita padrão para os dialetos .

## Amostra de Texto
Батьку, мамо, свето в нас, свето!  Выйшла на нашиjі мовы газэта!  Шэ ны газэта — шэ но бочына,  Алэ зрадніты сыба ны прычына? Славмо-жэ ріднэньку пырыбудову,  Шо отчынее заганьбляну мову!
Дзякуем перабудове» a poem by Аляксандра Ірванэця
Transliterado
Bat’ku, mamo, sveto v nas, sveto! Vyjšla na našiji movy gazeta! Še ny gazeta — še no bočyna, Ale zradnity syba ny pryčyna? Slavmo-že pidnen’ku pyrybudovu, Šo otčynee zagan’blhanu movu!
"Dzjakuem perabydove", poema de Alexander Irvanetsya